# 李建波 (1959年)
李建波（1959年2月—），男，河南巩义人，中华人民共和国政治人物。管理学硕士，副研究员。中国共产党第十八届中央纪律检查委员会委员，后因违纪被责令辞职。

## 生平
1981年底，李建波大学毕业，先后在河南省洛阳地区纪委、中共河南省委办公厅、中央纪委研究室、中共山东省临沂市委、中共中央办公厅任职。
1995年11月起，担任中共中央办公厅调研室政治组副组长、副巡视员。1998年10月起，担任中共中央办公厅调研室科教组组长（2000年1月起，兼任巡视员）。
2001年3月起，担任中共中央办公厅秘书局副局长兼中共中央办公厅法规室主任、巡视员。2003年9月起，担任中共中央办公厅机要交通局局长。2012年3月起，担任中央纪委驻交通运输部纪检组组长、交通运输部党组成员。

### 处分
2017年1月8日，中国共产党第十八届中央纪律检查委员会第七次全体会议闭幕，会议通过关于交通运输部党组成员李建波同志违纪问题的审查报告，追认中央纪律检查委员会常务委员会给予李建波同志党内严重警告处分的决定，并责令其辞去中央纪律检查委员会委员职务。2019年3月，不再担任交通部党组成员。